# Batticaloa

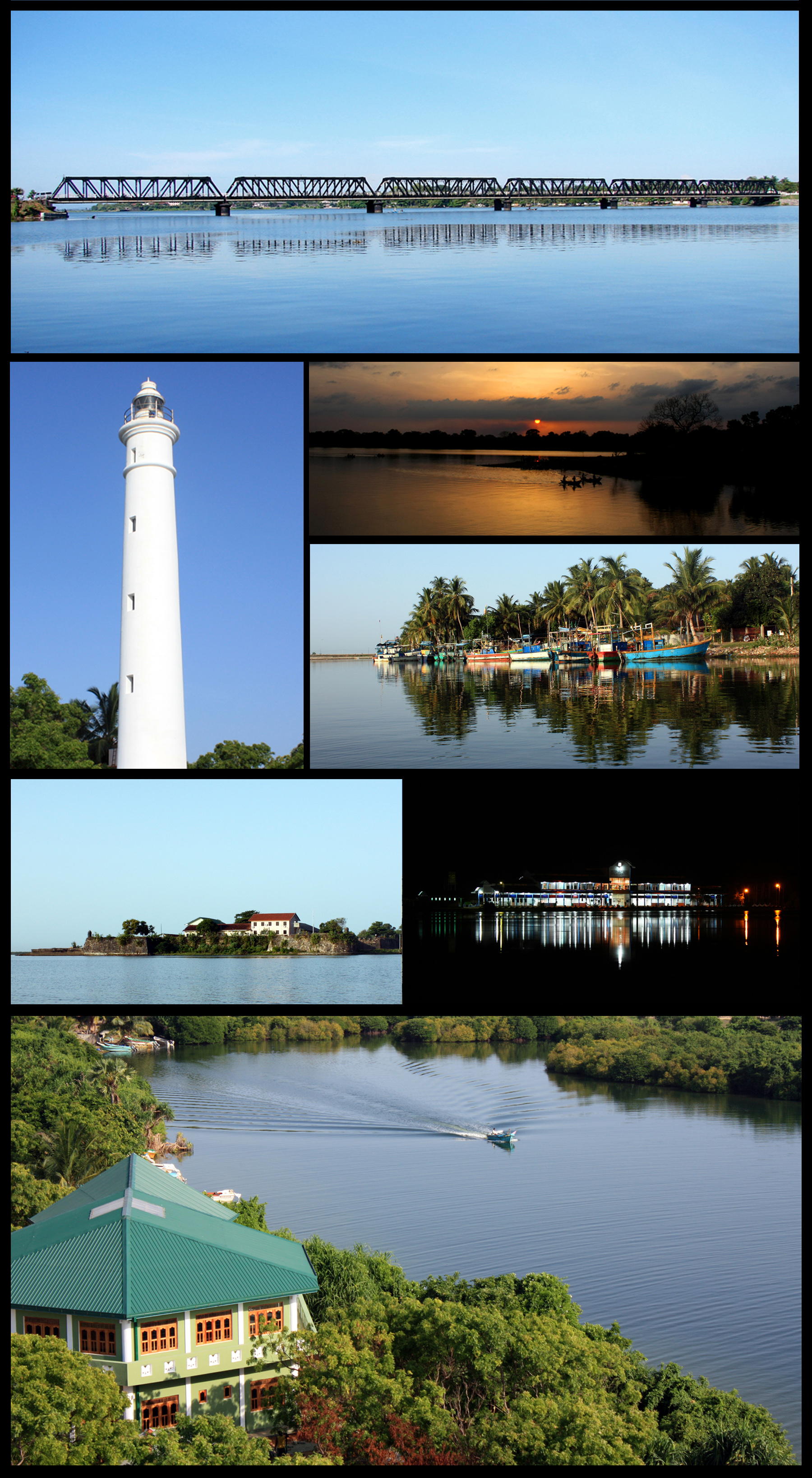
Batticaloa montage

Batticaloa (en tamil: மட்டக்களப்பு ) es una ciudad de Sri Lanka capital del distrito homónimo en la provincia Oriental.

## Geografía
Se encuentra a una altitud de 10 m s. n. m. y a 312 km de la capital nacional, Colombo, en la zona horaria UTC +5:30.

## Demografía
Según estimación 2011 contaba con una población de 97 648 habitantes.